# روبرت إل سيمبسون
روبرت إل سيمبسون (بالإنجليزية: Robert L. Simpson)‏ هو مونتير وممثل أمريكي، ولد في 31 يوليو 1910 بسانت لويس في الولايات المتحدة، وتوفي في 1 يونيو 1977 بسان بيرناردينو في الولايات المتحدة.

## أعمال

### أفلام
- (1940) عناقيد الغضب
- (1942) صديقتي سالي[2]
- (1947) معجزة في شارع 34
- (1953) ادعني مدام
- (1956) الملك وأنا
- (1958) جنوب المحيط الهادىء
- (1962) تقرير تشابمان

## ترشيحات
- جائزة الأوسكار لأفضل مونتاج، عن عمل: عناقيد الغضب

## وصلات خارجية
- روبرت إل سيمبسون على موقع IMDb (الإنجليزية)
- روبرت إل سيمبسون على موقع ألو سيني (الفرنسية)
- روبرت إل سيمبسون على موقع أول موفي (الإنجليزية)
- روبرت إل سيمبسون على موقع قاعدة بيانات الأفلام السويدية (السويدية)
- روبرت إل سيمبسون على موقع قاعدة بيانات الفيلم (الإنجليزية)
- روبرت إل سيمبسون على موقع كينوبويسك (الروسية)